# 艾塞克斯 (麻薩諸塞州普查規定居民點)
艾塞克斯（英語：Essex）是位於美國麻薩諸塞州艾塞克斯縣的一個普查規定居民點。

## 人口
根據2020年美國人口普查的數據，艾塞克斯的面積為5.79平方千米，當中陸地面積為5.33平方千米，而水域面積為0.46平方千米。當地共有人口1517人，而人口密度為每平方千米262人。